# A felicidade
 (mars 2025).
A felicidade est une chanson de bossa nova de Antônio Carlos Jobim, écrite par Vinícius de Moraes, composée en 1958 pour le film " Orfeu Negro" de Marcel Camus,,.

## Thème
Le thème de la chanson porte sur le caractère fragile et éphémère du bonheur. La musique débute avec : "Tristeza não tem fim. Felicidade sim" (La tristesse n'a pas de fin. Le bonheur si). Le bonheur est associé à une goutte de rosée, à une plume ou encore aux personnes pauvres qui fuient la réalité dans les illusions du Carnaval. Dans le contexte du film, Orfeu de Negro, lorsque la chanson fait référence à la "namorada " (petite amie), cela décrit la recherche d'Euridice par Orfeu après sa mort ("É como esta noite, passando, passando, em busca da madrugada...". ("C'est comme cette nuit, passant, passant, à la recherche de l'autre").

## Histoire de la chanson
Antônio Carlos Jobim et Vinícius de Moraes ont collaboré plusieurs fois pour la pièce de théâtre de 1956, Orfeu da Conceição, mais le producteur français Sacha Gordine voulait du nouveau matériel pour la version cinématographique. Selon l'auteur Ruy Castro "le duo a écrit trois chansons, principalement par téléphone, étant donné que Vinicíus travaillait désormais pour l'Itamaraty à Montevideo : A felicidade, Frevo et O nosso amor". "A felicidade" est chantée par Agostinho dos Santos pendant le générique du film accompagné par Roberto Menescal à la guitare. [réf. nécessaire]
Le Film a remporté la Palme d'Or au Festival de Cannes en 1959 et l'Oscar du meilleur film international en 1960, ce qui a apporté une visibilité mondiale à Antônio Carlos Jobim, Vinícius de Moraes et au mouvement de la bossa nova. 
Une version française de la chanson est connue sous le nom "Adieu tristesse" écrite par André Salvet et une version italienne sous le nom de "Felicità" écrite par Mario Panzeri.

## Versions enregistrées
- João Gilberto - A felicidade/O nosso amor (1959) et Live in Montreux (1987)
- Agostinho dos Santos - Inimitável avec Enrico Simonetti et l'orchestre de RGE (1959)
- Sylvia Telles – Amor de gente moça (Musicas de Antonio Carlos Jobim) (1959)
- Neil Sedaka – Circulate (1960)
- Radames Gnattali – Radamés Gnattali Sexteto – Radamés na Europa com seu Sexteto e Edu (1960)
- Sonia y Myriam – En La Habana (recorded as Samba de Orfeo) (1960)
- Bob Brookmeyer – Trombone Jazz Samba (1962)
- Willie Bobo – Bobo's Beat (1963)
- Billy Eckstine – Now Singing in 12 Great Movies (1963)
- Charlie Byrd – Byrd Song (1964) et More Brazilian Byrd (1967)
- Vince Guaraldi Trio – Jazz Impressions of Black Orpheus (enregistré en 1964, sortie en 2010 en version remasterisée )
- Antônio Carlos Jobim – The Wonderful World of Antonio Carlos Jobim (1965) et Inédito (1987)
- The Ramsey Lewis Trio – The In Crowd (1965)
- Astrud Gilberto – Look to the Rainbow (1966)
- Hugh Masekela – The Emancipation of Hugh Masekela (1966)
- Claudine Longet – Claudine (1967)
- Bola Sete – Bola Sete at the Monterey Jazz Festival (1967)
- Tito Madi – Balanço Zona Sul (1968)
- Cal Tjader – Solar Heat (1968)
- Vinicius de Moraes – En 'La fusa' con Maria Creuza e Toquinho (1970)
- Milton Nascimento – Milton (1970)
- Kenny Drew Trio – Dark Beauty (enregistré en 1974, sortie en 1991 en version remasterisée)
- Niels-Henning Ørsted Pedersen – Jaywalkin' (1975)
- Tom Zé – Estudando o Samba (1976)
- Orlandivo – Orlandivo (1977)
- Ella Fitzgerald – Ella Abraça Jobim (1981)
- Nara Leão – Garota de Ipanema (1985)
- Rosa Passos – Curare (1991)
- George Cables – Skylark (1995)
- Joe Henderson – Double Rainbow: The Music of Antonio Carlos Jobim (1995)
- Lee Konitz – Brazilian Rhapsody (1995)
- Eliane Elias – Eliane Elias Sings Jobim (1998)
- Gal Costa – Gal Costa canta Tom Jobim ao vivo (1999)
- Quarteto Jobim-Morelenbaum – Quarteto Jobim-Morelenbaum (1999)
- Dori Caymmi – Influências (2001)
- Vinicius Cantuária – Silva (2005)
- Jeff Hamilton – From Studio 4, Cologne, Germany (2006)
- Quarteto em Cy – "Vinicius em Cy" (1993)